# Royal Hibernian Academy
Royal Hibernian Academy (RHA) – (pol. Królewska Akademia Irlandzka) – irlandzkie stowarzyszenie artystyczne i należąca do niego galeria sztuki, położona w Dublinie przy Ely Place, dysponująca jedną z największych powierzchni wystawowych w mieście, prezentująca dokonania sztuki współczesnej i ludowej.
Zadaniem stowarzyszenia jest wspieranie współczesnej sztuki i artystów w Irlandii poprzez wystawy, edukację i rzecznictwo.

## Historia
W 1764 roku w Dublinie powołano do życia stowarzyszenie artystów Society of Artists, które w 1780 roku zaprzestało działalności. W roku 1800 założono nowe stowarzyszenie Society of Artists of Ireland, które przez kilka następnych lat organizowało wystawy artystyczne dopóki w 1812 roku, w wyniku wewnętrznych tarć nie rozpadło się na mniejsze grupki. Ponieważ artyści uważali za konieczne powołanie instytucji, która zajmowałaby się organizowaniem wystaw ich prac, wystąpili do rządu z petycją o wydanie stosownego dokumentu, tzw. Charter of Incorporation, umożliwiającego ustanowienie postulowanej przez nich instytucji. Ich wysiłki przyniosły efekt w roku 1821, kiedy to ukazał się postulowany przez nich dokument. Jego skompletowanie i wniesienie stosownej opłaty w wysokości ponad 300 funtów zajęło jeszcze dwa lata. Koszty te ostatecznie pokrył Royal Irish Institution i 5 sierpnia 1823 okazał się dokument formalny, Royal Charter, w oparciu o który powołano do życia Royal Hibernian Academy of Painters, Sculptors, Architects and Engravers.
Pierwszym prezesem Royal Hibernian Academy został malarz William Ashford.
W 1825 roku Francis Johnson, architekt tworzący w stylu georgiańskim i drugi z kolei prezes RHA, otrzymał zadanie wybudowania siedziby stowarzyszenia i galerii wystawowej przy Lower Abbey Street, która w roku 1916 została zniszczona podczas powstania wielkanocnego. Ówczesnemu kustoszowi, J.M. Kavanaghowi, udało się opuścić płonący budynek i uratować Royal Charter oraz kilka dokumentów bankowych, jednak cała doroczna wystawa, inne prace oraz wiele innych dokumentów uległo zniszczeniu. Akademia była bez stałej siedziby aż do roku 1939, kiedy to nabyła dom i ogród przy 15 Ely Place. W międzyczasie doroczne wystawy odbywały zarówno w siedzibie Metropolitan School of Art jak i National Gallery. W styczniu 1970 roku Matthew Gallagher z Gallagher Group zaoferował wybudowanie dla potrzeb RHA galerii na działce przy Ely Place. Zaprojektowany przez Raymonda McGratha budynek został ukończony przez Arthura Gibneya i otwarty dla publiczności w 1985 roku na 156. coroczną wystawę, pierwszą we własnej siedzibie od 1916 roku.

## Współcześnie
RHA jest organizacją typu non-profit o zasięgu ogólnokrajowym, prowadzoną przez artystów. Jej zadaniem jest wspieranie współczesnej sztuki i artystów w Irlandii poprzez wystawy, edukację i rzecznictwo. Program wystawienniczy RHA ma za zadanie umożliwienie irlandzkiej publiczności zapoznania się z międzynarodową sztuką współczesną. Należąca do RHA Ashford Gallery promuje młodych artystów, podczas gdy Gallagher Gallery jest miejscem wielu wydarzeń zarówno kulturalnych jak i związanych z instytucją. RHA zarządza funduszem nagród związanym z dorocznymi wystawami, dwoma stypendiami podróżnymi oraz prowadzi program edukacyjny (Education program) i program dla przyjaciół stowarzyszenia, wspierających jego działalność (Friends program).
Obecnym, 22. z kolei prezesem jest architekt Des McMahon. W skład RHA wchodzi 30 członków, 15 członków–seniorów i 10 członków stowarzyszonych. Wszyscy członkowie są profesjonalnymi artystami reprezentującymi architekturę, malarstwo, rzeźbę i grafikę (w tym fotografię).
RHA posiada 5 galerii. Trzy z nich na pierwszym piętrze przeznaczone są na potrzeby bieżących wystaw sztuki irlandzkiej i międzynarodowej: główna galeria, Charles Gallagher Gallery, ma powierzchnię 6 000 sq.ft. (550 m²), natomiast galerie II (Petronella Brown Gallery) i III mają powierzchnie po 1 500 sq.ft (130 m²) każda.
Na parterze są dwie galerie. Ashford Gallery, mająca powierzchnię 1 100 sq.ft. (101 m²), została oddana do dyspozycji artystów, którzy nie mieli dotychczas wystaw komercyjnych, natomiast druga, Dr. Tony Ryan Gallery, przeznaczona jest do prezentowania zbiorów prywatnych i publicznych, w tym prac ze zbiorów własnych RHA.